# سیارک ۷۴۵۷
سیارک ۷۴۵۷ (به انگلیسی: 7457 Veselov، نامگذاری:1982SL6) هفت هزار و چهارصد و پنجاه و هفتمین سیارک کشف شده‌است که در ۱۶ سپتامبر ۱۹۸۲ کشف شد.
قدر مطلق سیارک برابر ۳۲.۳ است.